# Stamnodes topazata
Stamnodes topazata är en fjärilsart som beskrevs av John Kern Strecker 1899. Stamnodes topazata ingår i släktet Stamnodes och familjen mätare. Inga underarter finns listade i Catalogue of Life.